# Sabulodes inumbrata
Sabulodes inumbrata är en fjärilsart som beskrevs av Paul Dognin 1916. Sabulodes inumbrata ingår i släktet Sabulodes och familjen mätare. Inga underarter finns listade.